# Bastione San Giorgio
Il bastione San Giorgio è una fortificazione delle mura di Pisa.

## Storie e descrizione
Il bastione situato nell'angolo ovest delle mura, venne costruito alla fine del XV secolo intorno alla Torre del Canto del XIII secolo dall'ingegnere Corrado Tarlantino. La costruzione di questo bastione fu un disperato tentativo di rinforzare ulteriormente la struttura a causa dell'assedio da parte di Firenze che Pisa stava subendo in quegli anni. Il bastione presenta nel lato di via Bonanno una porta con ponte levatoio e bocche di cannone. La fretta nella realizzazione dell'opera causò un cedimento del terreno con conseguente inclinazione della struttura.
La torre del Canto, insieme alla torre di Sant'Agnese, la torre Ghibellina e la torre Guelfa, delimitavano l'antica area della Terzanaia (oggi in gran parte scomparsa e nota come Cittadella), dove venivano costruite e riparate le galee repubblicane.
Fino al 2024 il bastione versava in condizioni di degrado, ma è stato inserito nei progetti del PNRR per un restauro completo e il ripristino delle sue condizioni originarie.